# Нікі Гаєн
Нікі Гаєн (фр. Nicky Hayen, нар. 16 серпня 1980, Сінт-Трейден) — бельгійський футболіст, що грав на позиції захисника. По завершенні ігрової кар'єри — тренер. З 2024 року очолює тренерський штаб команди «Брюгге».
Виступав, зокрема, за клуб «Сент-Трюйден».
Володар Кубка бельгійської ліги. Чемпіон Бельгії (як тренер).

## Ігрова кар'єра
Народився 16 серпня 1980 року в місті Сінт-Трейден. Вихованець футбольної школи клубу «Сент-Трюйден». Дорослу футбольну кар'єру розпочав 1999 року в основній команді того ж клубу, в якій провів дев'ять сезонів, взявши участь у 243 матчах чемпіонату. Більшість часу, проведеного у складі «Сент-Трюйдена», був основним гравцем команди.
Згодом з 2008 по 2013 рік грав у складі команд «Росендал», «Ауд-Геверле» та «Антверпен».
Завершив ігрову кар'єру у команді «Дендер», за яку виступав протягом 2013—2014 років.

## Кар'єра тренера
Розпочав тренерську кар'єру, ще продовжуючи грати на полі, 2013 року, очоливши тренерський штаб клубу «Дендер», де пропрацював з 2013 по 2014 рік.
Протягом тренерської кар'єри також очолював команди «Зварте Леув», «Тінен», «Джеель», «Берхем», «Васланд-Беверен», «Гейверфордвест Каунті» та «Клуб NXT», а також входив до тренерських штабів клубів «Наджран», «Ар-Раїд», «Сент-Трюйден» та «Брюгге».
З 2024 року очолює тренерський штаб команди «Брюгге».

## Титули і досягнення

### Як гравця
- Володар Кубка бельгійської ліги (1):

«Сент-Трюйден»: 1998-1999

### Як тренера
- Чемпіон Бельгії (1):

«Брюгге»: 2023-2024
- Володар Кубка Бельгії (1):

«Брюгге»: 2024-2025
- Володар Суперкубка Бельгії (1):

«Брюгге»: 2025